# 丹後由良站
丹後由良站（日语：／ Tango-yura eki */?）是位於京都府宮津市由良2048番2號，WILLER TRAINS（京都丹後鐵道）的宮舞線（愛稱為宮津線）車站。車站編號為M12。

## 歷史
- 1924年（大正13年）4月12日 - 鐵道省（後來為國鐵）舞鶴站（現時：西舞鶴站）至宮津站之間開業，此站啟用[1]。
- 1987年（昭和62年）4月1日 - 伴隨國鐵分割民營化，車站由西日本旅客鐵道（JR西日本）營運[1]。
- 1990年（平成2年）4月1日 - 宮津線由北近畿丹後鐵道接管，成為北近畿丹後鐵道車站[1]。
- 2015年（平成27年）4月1日 - 由WILLER TRAINS接管車站，成為京都丹後鐵道宮舞線車站。
- 2018年（平成30年）3月 - 宮津市進行工程，把車站翻新。車站大樓內設置冷暖空調設備[2][3]。

## 車站構造
車站是一座地面車站，設有2面2線相對式月台，可進行列車交會。車站大樓的外觀是遊艇的帆作為造型。車站大樓位於西舞鶴方向的月台側。兩月台之間設有跨線橋連接。宮津方向的月台是上下行本線，並且為一線通過結構。由於現時沒有通過此站的定期旅客列車班次，因此所有定期旅客列車都會使用駛進不同方向的月台。
此站是丹鐵線內15個有人車站之一，委托位於車站大樓內的「由良舍樂」咖啡廳負責車站業務，為簡易委託車站。自動售票機和窗口業務只在平日早上和黃昏部分時段可以使用或營業。其餘時段中，此站不可購買車票，為一座無人車站。
上述已經提及，車站大樓內設有咖啡廳「由良舍樂 站Cafe Anne Shirley」。該咖啡廳於2007年開業，在2010年，當地的造酒公司Sweet店取代咖啡廳，後來在2018年3月，咖啡廳再次開業。營業時間為11:00～17:00（不定期休息）。

### 月台
| 月台 | 路線    | 上下行 | 方向                     |
| ---- | ------- | ------ | ------------------------ |
| 1    | ■宮舞線 | 下行   | 天橋立、峰山、久美濱方向 |
| 2    | ■宮舞線 | 上行   | 西舞鶴方向               |

- 在上述的路線名稱中，採用了乘客資訊上稱呼的（愛稱）名字。
- 曾經車站大樓側的月台（上行月台）是1號月台。在WILLER TRAINS接管後，月台編號從下行線起順序排列，車站大樓對面的月台是1號月台。

## 車站周邊
- 國道178號（日语：国道178号）
- 宮津警署（日语：宮津警察署）由良駐在所
- 由良神社
- 奈具神社（日语：奈具神社）
- 奈具海岸
- 丹後由良海灘（日语：丹後由良海水浴場）
- 安壽之里紅葉公園
- 由良川（日语：由良川）河口（步行約10分）
  - 由良川橋梁
- 由良郵局
- 宮津市立由良小學（2013年3月廢校）
- 宮津市立幼稚園由良幼稚園
- 國民宿舍（日语：国民宿舎）丹後由良莊
- 白嶺酒造（日语：ハクレイ酒造）
- 羅森宮津由良店

## 巴士路線
| 系統           | 主要途經       | 目的地             | 巴士路線 | 備註               |
| -------------- | -------------- | ------------------ | -------- | ------------------ |
| 島陰新宮由良線 | 上石浦         | 由良脇公民館       | 宮津市   | 只於星期二、四服務 |
| 島陰新宮由良線 | 栗田站、宮津站 | 道之驛海之京都宮津 | 宮津市   | 只於星期二、四服務 |

## 出現此站的作品
- AIR - 在最終回中，遊戲畫面出現此站、由良川橋樑和KTR700形柴油列車（日语：北近畿タンゴ鉄道KTR700形気動車）。另外，也出現了福知山站、東舞鶴站等畫面  （页面存档备份，存于）。
- K-ON！輕音少女 - 在第4話出現了KTR700形車輛、此站和由良川橋樑。在KTR 博客站長 （页面存档备份，存于）介紹，其他場景沒有具體描述。

## 使用狀況
此站周邊設有海灘，於夏天的海灘季節會有許多海灘客到訪。一般乘客大部分都是上學客和上班客。車站周邊屬於舞鶴都市圈，因此前往舞鶴方向的人士較多。
以下為近年1日平均乘車人次列表
| 乘車人次變化 | 乘車人次變化    |
| 年度         | 1日平均乘車人次 |
| ------------ | --------------- |
| 1999         | 203             |
| 2000         | 195             |
| 2001         | 137             |
| 2002         | 134             |
| 2003         | 145             |
| 2004         | 110             |
| 2005         | 96              |
| 2006         | 121             |
| 2007         | 104             |
| 2008         | 110             |
| 2009         | 88              |
| 2010         | 121             |
| 2011         | 82              |
| 2012         | 79              |
| 2013         | 55              |
| 2014         | 41              |
| 2015         | 66              |
| 2016         | 68              |
| 2017         | 63              |
| 2018         | 47              |

## 相鄰車站
WILLER TRAINS（京都丹後鐵道）
宮舞線（宮津線）
快速（只有上行方向）
西舞鶴（M8）←丹後由良（M12）←栗田（M13）
快速「丹後青松」（只有下行方向）、普通
丹後神崎（M11）－丹後由良（M12）－栗田（M13）

## 注腳
1. 1 2 3 4  曾根悟（監修）. 朝日新聞出版分冊百科編集部（編集） , 编. . 週刊朝日百科. 14号 神戸電鉄・能勢電鉄・北条鉄道・北近畿タンゴ鉄道. 朝日新聞出版. 2011-06-19: 27–28頁 （日语）.
2. 1 2  「住民らの憩いの場に」　丹後由良駅舎にカフェ開業 （页面存档备份，存于） - 産経ニュース
3. ↑  広報誌みやづ平成30年３月号 19ページ （页面存档备份，存于）（日語） - 宮津市政廳
4. ↑  京都）駅カフェ８年ぶり再開　丹後由良駅 （页面存档备份，存于）（日語） - 朝日新聞數碼
5. ↑  京都府統計書

## 外部連結
- 丹後由良站 （页面存档备份，存于）（日語） - 京都丹後鐵道